# Генеральское (озеро, Чечня)
Генеральское — озеро в Наурском районе Чечни.

## Описание
Расположено в 3 км к югу от хутора Корнеев и в 3,5 км к западу от хутора Селиванкин. Западный и восточный берега сильно изрезаны. Дно плоское и илистое. В центре озера есть несколько островков. Имеются небольшие тростниковые плавни. По периметру растут редкие деревья, главным образом белая акация. Озеро окружено полупустынным ландшафтом, который используется как круглогодичное пастбище.
В окрестностях озера гнездятся и останавливаются во время миграций редкие и охраняемые околоводные и пустынно-степные птицы. Озеро и прилегающие территории поддерживают существование 4 гнездящихся видов птиц, 1 вида пресмыкающихся и 2 видов млекопитающих, занесённых в Красную книгу России: западный удавчик, гигантский слепыш, перевязка, авдотка, красавка, ходулочник, малая крачка.
Питание озера происходит главным образом грунтовыми водами. Просачивание грунтовых вод происходит за счёт заполнения рыхлых аллювиальных наносов староречий реки Куры, залегающих на небольшой глубине. Озеро лишено регулирующего действия стока. Приходно-расходный баланс целиком зависит от метеорологических условий. Уровень воды колеблется в зависимости от времени года. Летом за счёт интенсивного испарения уровень воды в озере понижается. Наиболее высокий уровень наблюдается весной, когда сходит снег, и осенью, с увеличением осадков и уменьшением испарения.
Из-за малой глубины температура воды сильно колеблется. Зимой на непродолжительное время образуется ледовый покров толщиной 10-15 см. Летом вода прогревается до 20-26 °C.
В районе озера доминируют грядовые и бугристые подвижные и слабозакреплённые пески, солонцы и солончаки. На закреплённых участках представлены светло-каштановые почвы и серозём.

## Статус
С 2006 года имело статус особо охраняемой природной территории республиканского значения. Охранный статус снят в 2014 году.